# Alexandra Lúgaro
Alexandra Lúgaro Aponte (San Juan, Puerto Rico, 10 de junio de 1981) es una abogada, empresaria y política puertorriqueña; candidata a la gobernación de Puerto Rico en las elecciones generales de 2020 por el Movimiento Victoria Ciudadana, partido que ayudó a fundar en el año 2019 junto a líderes políticos y personas de diferentes sectores profesionales. En 2016 fue candidata independiente a la gobernación, obteniendo el tercer lugar con 11.13% del total de votos.

## Biografía
Lúgaro se graduó de la Escuela Secundaria de la Universidad de Puerto Rico a los 15 años y fue admitida a esa edad al Recinto de Río Piedras de dicha universidad, donde obtuvo su bachillerato en Administración de Empresas con triple concentración en Finanzas, Mercadeo y Economía y posteriormente su Juris Doctor. En el 2014 completó su Maestría en Derecho (LL.M.) en la Universidad Complutense de Madrid, donde posteriormente cursó estudios doctorales en Derecho Financiero y Tributario.
Por más de una década, Lúgaro se desempeñó como Directora Ejecutiva de las corporaciones América Aponte and Associates y The Metropolitan New School of America, ambas propiedad de sus padres, desde donde dirigió decenas de proyectos educativos dirigidos a mejorar el aprovechamiento académico de los estudiantes en el sistema público de enseñanza. Como parte de sus labores, supervisó cientos de empleados y administró sobre $46 millones en fondos federales y estatales.
En el 2017 fundó la Escuela del Futuro, una organización sin fines de lucro cuyo propósito es ofrecer educación no tradicional orientada a la formación social y económica de quienes liderarán un Puerto Rico más justo, equitativo y sostenible. Actualmente, Lúgaro además de dirigir su escuela, brinda asesoría empresarial estratégica a diversas empresas e individuos en Puerto Rico, es portavoz del Movimiento Victoria Ciudadana.

## Carrera política
Aspiró a la gobernación de Puerto Rico como candidata independiente en las elecciones generales de 2016, resultando en 3.ª posición con un 11.13% en la elección al cargo,  convirtiéndose en el primer candidato en llegar a la tercera posición de manera independiente en Puerto Rico. 
En marzo de 2019, junto a un grupo de políticos y defensores de los derechos humanos, creó el Movimiento Victoria Ciudadana, partido que nace como un instrumento para representar y defender los intereses puertorriqueños frente a la corrupción y los malos manejos de los recursos públicos, mediante la participación activa y continua de la ciudadanía. En las elecciones generales de 2020 aspiró nuevamente a la gobernación, pero esta vez bajo el Movimiento Victoria Ciudadana. En estas elecciones quedó nuevamente en la tercera posición, obteniendo 175,583 votos, un 14.21%.

### Controversias

#### Demanda por discriminación y represalia
En junio de 2020, Lúgaro se vio envuelta en una controversia política después de que se hiciera pública la sentencia de 2016 de una demanda por discriminación y despido injustificado contra la empresa para la que trabajaba, America Aponte & Associates. Aunque ella no era una de las demandadas, la sentencia contiene una serie de alegaciones contra Lúgaro, entre ellas que como directora ejecutiva de la empresa estaba al tanto de un patrón de discriminación por origen nacional contra la demandante, Virginia Hernández, y que Lúgaro no tomó ninguna medida para proteger a la demandante del abuso xenófobo proveniente de la dueña de la empresa, América Aponte (quien también es madre de Lúgaro). La sentencia también señala que Lugaro participó en el despido de la demandante y que el despido constituyó una represalia en respuesta a que la demandante manifestara su intención de presentar una demanda por discriminación contra la empresa si el abuso xenófobo no cesaba. Lúgaro le dijo a la demandante que si procedía con la demanda sería despedida y que no encontraria trabajo por ser dominicana.

#### Infracción de derechos de autor
En agosto de 2020, Lúgaro admitió haber copiado sin autorización un anuncio político de Argentina. Después de ser acusada por el creador original de dicho anuncio, tuvo que eliminarlo de las redes sociales.

## Vida personal
En 2010, Lúgaro dio a luz a su hija Valentina mediante fertilización in vitro con un donante anónimo. Esto se debió a que le diagnosticaron endometriosis grave. Lúgaro se casó con Edwin Domínguez en junio de 2011. La ceremonia se llevó a cabo en Tailandia. El 22 de diciembre de 2015 anunció su divorcio. En 2016, durante una entrevista, confirmó que es atea.